# Droppar i vatten
Droppar i vatten är en psalm med text och musik skriven av Bo Senter.
Musikarrangemanget i Psalmer i 2000-talets koralbok är gjort av Michael Winterquist.

## Publicerad som
- Nr 892 i Psalmer i 2000-talet under rubriken "Kyrkan, Anden - människor till hjälp".